# Гаркавенко Іван Петрович
Гаркаве́нко Іва́н Петро́вич (нар. 27 січня 1918 — пом. 29 листопада 2008) — командир взводу 8-го окремого відновлювального залізничного батальйону 6-ї залізничної бригади, старшина, Герой Соціалістичної Праці (1943).

## Біографія
Гаркавенко Іван Петрович народився 27 січня 1918 року в місті Ольвіополь (тепер місто Первомайськ Миколаївської області) в родині залізничника.
Після закінчення семи класів Первомайської школи № 9, вступив до залізничної школи ФЗУ в місті Гайворон. Отримав спеціальність слюсаря-паровозника. Працював слюсарем, помічником машиніста паровозу на Одеській залізниці.
В 1938 році призваний до РСЧА і направлений у полкову школу залізничників у місті Вітебськ. Після закінчення полкової школи направлений у 8-й окремий відновлювальний залізничний батальйон.
У вересні 1939 року, будучи командиром відділення 17-ї залізничної бригади, брав участь у вторгненні радянських військ на територію Західної Білорусі, а у 1940 році — в приєднанні Бессарабії до СРСР. Займався перешиванням західної колії на російську у приєднаних районах. Тут зустрів 22 червня 1941 року.
У складі 8-го залізничного батальйону на Західному фронті пізнав гіркоту відступу, під наполегливими бомбардуваннями ворожої авіації вів відновлювальні роботи, евакуював обладнання, брав безпосередню участь в бойових діях. Завдяки залізничникам Гаркавенка було піднято і поставлено на рейки бронепотяг «Народний месник».
Член ВКП(б)/КПРС з 1943 року.
Указом Президії Верховної Ради СРСР від 5 листопада 1943 року «за особливі заслуги в забезпеченні перевезень для фронту і народного господарства та видатні досягнення у відновленні залізничного господарства у важких умовах воєнного часу» старшині Гаркавенку Івану Петровичу присвоєно звання Героя Соціалістичної Праці з врученням ордена Леніна (№ 16251) і золотої медалі «Серп і Молот» (№ 120).
У 1944 році І. П. Гаркавенко брав участь в боях і відновлювальних роботах в полосі 1-го Прибалтійського фронту. Згодом був направлений на навчання в Ярославль. Весною 1945 року закінчив Ленінградське ордена Леніна залізничне училище військових сполучень імені М. В. Фрунзе, евакуйоване в Ярославль, і повернувся до рідної частини офіцером.
Влітку 1945 року бригада, в якій проходив службу І. П. Гаркавенко, будувала залізницю південніше озера Байкал, від Іркутська до станції Слюдянка, чим забезпечила бойові дії Забайкальського фронту.
Після війни продовжив службу в залізничних військах. Відновлював зруйноване колійне господарство на Донбасі, будував другу колію між станціями Піщанка та Куп'янськ, брав участь в розвитку залізничного господарства Куйбишевської й Волзької ГЕС.
У 1960 році майор Гаркавенко І. П. вийшов у запас. Працював головою колгоспу імені Калініна Углицького району Ярославської області, потім слюсарем і майстром такелажних робіт на Ярославському моторному заводі.
Після виходу на пенсію, оселився в Молдавії. У 1986 році переїхав у село Станіславчик Первомайського району Миколаївської області. Згодом переїхав до Ярославля.
Помер 29 листопада 2008 року. Похований на Леонтіївському військовому меморіальному цвинтарі в Ярославлі.

## Нагороди
- Медаль «Серп і Молот» (№ 120) Героя Соціалістичної Праці (1943)
- Орден Леніна (1943)
- Орден Вітчизняної війни 1-го ступеня (1985)
- Орден Червоної Зірки
- Медаль «За бойові заслуги»
- Медаль «За оборону Москви»
- Медаль «За взяття Кенігсберга»
- Медаль «За перемогу над Німеччиною»
- Ювілейні медалі
- Нагрудний знак «Почесний залізничник»
- У 2000 році наказом командуючого Залізничними військами Росії підполковник запасу І. П. Гаркавенко зарахований почесним солдатом 1-го відділення 1-го понтонно-мостового батальйону Випробувального центру залізничних військ Міністерства оборони Російської Федерації.

## Джерала
- Кирилков А. Кавалер «Золотої Зірки» // газета «Прибузький комунар», № 128 (11624) від 12.08.1989 року.